# USS Honolulu (CL-48)

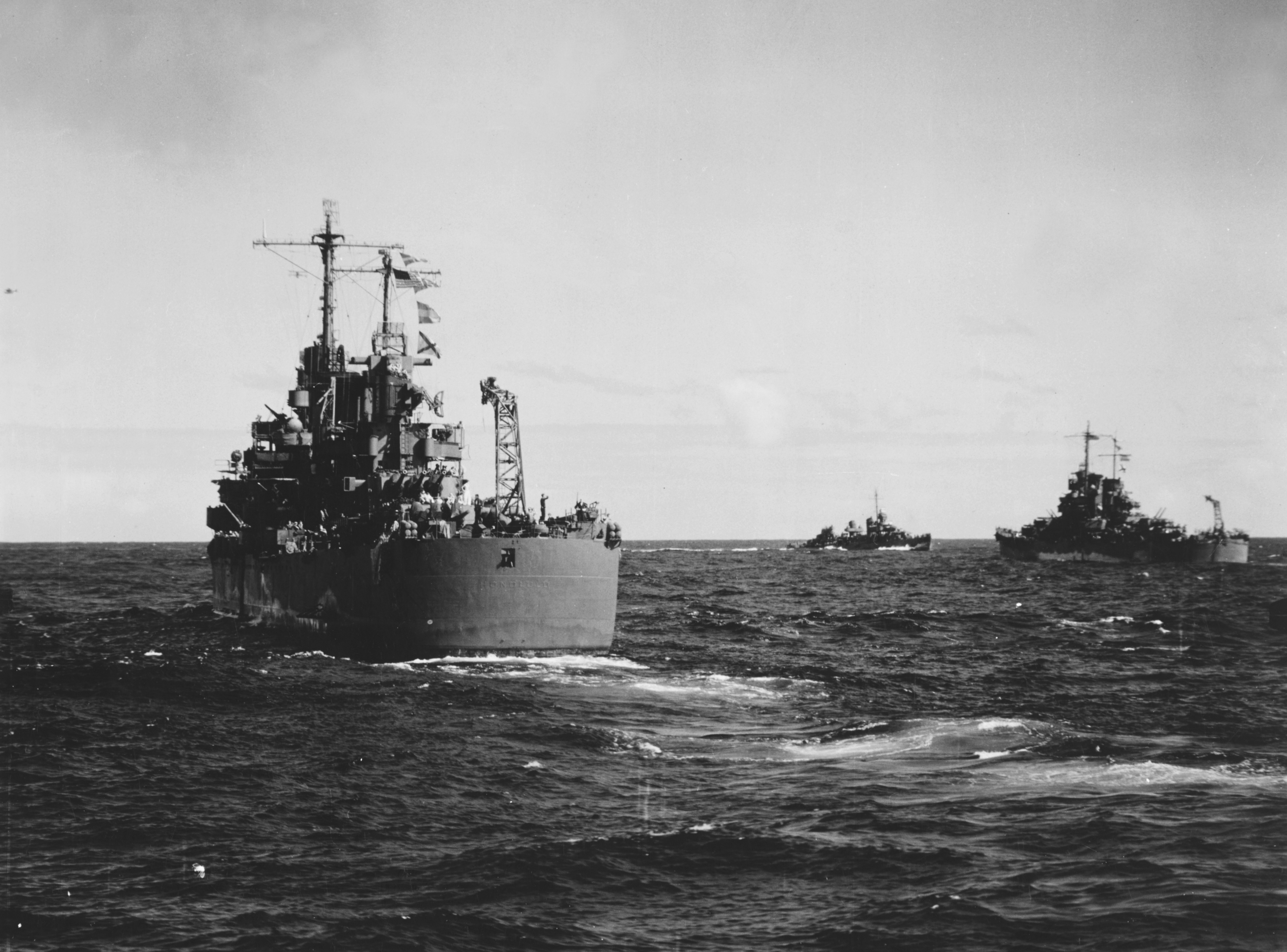
USS „Honolulu” wycofujący się w kierunku Tulagi razem z USS St. Louis (CL-49) po bitwie w zatoce Kula, 6 lipca 1943 roku

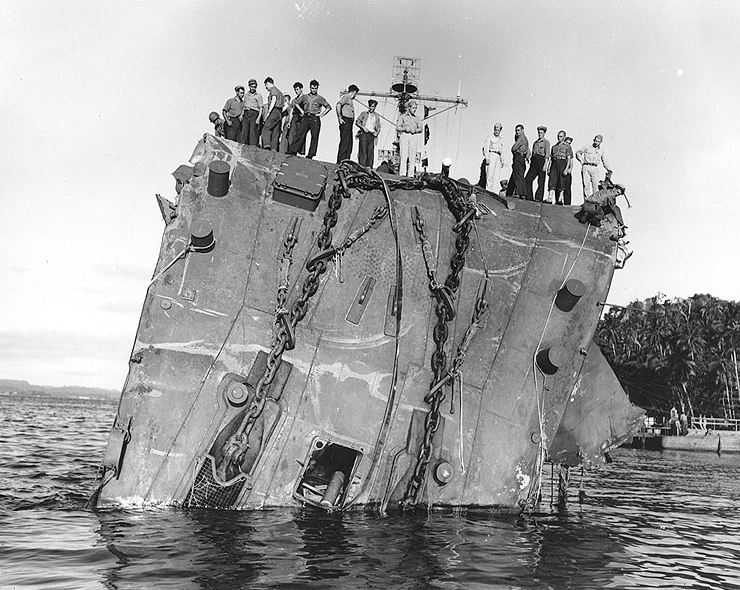
Zniszczony dziób „Honolulu” po trafieniu torpedą w bitwie pod Kolombangarą, 20 lipca 1943 roku

USS Honolulu (CL-48) – amerykański krążownik lekki typu Brooklyn, który brał udział w działaniach II wojny światowej na Pacyfiku.
Był drugim okrętem w United States Navy nazwanym od miasta Honolulu na Hawajach. Został zwodowany 26 sierpnia 1937 roku w Brooklyn Navy Yard, jego matką chrzestną była Helena Poindexter (córka Josepha Poindextera, gubernatora Hawajów). Wcielony do służby 15 czerwca 1938 roku, z komandorem Oscarem Smithem jako dowódcą.

## Służba w okresie międzywojennym
Po rejsie do Wielkiej Brytanii „Honolulu” wziął udział w ćwiczeniach floty na Morzu Karaibskim. „Honolulu” wypłynął z Nowego Jorku 24 maja 1939 roku w celu dołączenia do Floty Pacyfiku, docierając do San Pedro 14 czerwca. Przez resztę roku krążownik brał w ćwiczeniach wzdłuż zachodniego wybrzeża Stanów Zjednoczonych. Podczas pierwszej połowy 1940 roku „Honolulu” kontynuował operacje w pobliżu Long Beach i po remoncie w stoczni Puget Sound wypłynął on 5 listopada na służbę w Pearl Harbor. „Honolulu” operował tam przez cały 1941 rok i w dniu japońskiego ataku na Pearl Harbor 7 grudnia 1941 roku krążownik był zacumowany przez stacji morskiej. „Honolulu” odniósł jedynie minimalne uszkodzenia od bliskiego trafienia.

## II wojna światowa
Po naprawach „Honolulu” wypłynął 12 stycznia, by eskortować konwój do San Francisco, dopływając do miasta 21 stycznia. Krążownik kontynuował służbę eskortowca konwojów do Australii, Samoa i Stanów Zjednoczonych do końca maja.
W wyniku japońskich postępów na północy w kierunku Alaski „Honolulu” wypłynął 29 maja w celu wzmocnienia sił w tym rejonie. Po dwóch miesiącach operacji niedaleko miasta Kodiak 7 sierpnia krążownik skierował się w kierunku wyspy Kiska w archipelagu Aleutów w celu rozpoczęcia bombardowania wyspy. 21 sierpnia okręt osłaniał pierwszy amerykański desant na wyspę w Aleutach – wyspę Adak. Po naprawach w Mare Island Naval Shipyard „Honolulu” opuścił San Francisco 3 listopada, eskortując konwój do Numei na południowym Pacyfiku. Pod koniec tego samego miesiąca „Honolulu” opuścił Espiritu Santo w Nowych Hebrydach w celu przechwycenia japońskiego konwoju, kierującego się na Guadalcanal. Bitwa pod Tassafarongą rozpoczęła się krótko przed północą 30 listopada i trwała przez całą noc. Jeden japoński niszczyciel został zatopiony przez ogień artyleryjski amerykańskich krążowników, jednak cztery krążowniki zostały trafione przez japońskie torpedy. W wyniku trafienia torpedami jeden z krążowników, USS „Northampton”, zatonął. „Honolulu” wycofał się z pola bitwy z ciężkimi uszkodzeniami. Starcie to jest uważane za jedną z największych porażek w historii US Navy podczas II wojny światowej.
"Honolulu” działał z Espiritu Santo na początku 1943 roku razem z Task Force 67 w celu przechwytywania Tokyo Express. W maju okręt brał udział w bombardowaniach Nowej Georgii. „Honolulu” wypłynął z Espiritu Santo 28 czerwca w celu przeprowadzenia większej liczby bombardowań artyleryjskich na Wyspach Salomona. Po wsparciu desantów na Nowej Georgii 4 lipca krążownik otworzył ogień do okrętów nieprzyjaciela w bitwie w zatoce Kula, zatapiając jeden niszczyciel i biorąc udział w zatopieniu innego niszczyciela.
USS „Honolulu”, który brał już udział w wielu bitwach, miał kolejną szansę stoczyć walkę z okrętami floty japońskiej 13 lipca w bitwie pod Kolombangarą. Tuż po północy kontakt został nawiązany z zespołem japońskim w The Slot. O godzinie 1:10 w nocy „Honolulu” otworzył ogień do lekkiego krążownika typu Sendai. Po trzech salwach na japońskim krążowniku wybuchły potężne pożary i wkrótce zatonął. „Honolulu” skierował wtedy ogień na nieprzyjacielski niszczyciel, który został natychmiast trafiony i zniknął. O godzinie 2:11 „Honolulu” został trafiony torpedą w sterburtę co spowodowało dziurę w kadłubie. Task Force wycofał się wtedy w kierunku Tulagi w celu przeprowadzenia drobnych napraw, a następnie wycofał się do Pearl Harbor. 16 sierpnia „Honolulu” dotarł do Pearl Harbor, by przeprowadzić gruntowny remont. Okręt skierował się następnie do stoczni na Mare Island, w pobliżu San Francisco, by przeprowadzić tam kolejne naprawy.
Po dodatkowych remontach na Mare Island „Honolulu” wypłynął z San Francisco 17 listopada, by kontynuować działania wojenne wobec Japonii. Okręt dotarł do Espiritu Santo 11 grudnia, a następnie powrócił do operacji w rejonie Salomonów pod koniec tego samego miesiąca. 27 grudnia krążownik brał udział w bombardowaniu miejsc koncentracji barek, żołnierzy i zaopatrzenia wroga na wyspie Bougainville’a. Na początku 1944 roku krążownik kontynuował bombardowania i patrole na Wyspach Salomona. Okręt wspierał desanty na Wyspy Zielone 13 lutego, zanim się wycofał się z Salomonów, w celu przygotowania się do operacji w pobliżu Saipanu i Guam w archipelagu Wysp Mariańskich.
Na początku czerwca „Honolulu” brał udział w bombardowaniach artyleryjskich południowo-wschodniej części Saipanu, kiedy w międzyczasie marynarka wojenna i marines pokonywali Pacyfik w drodze na Mariany. Podczas bombardowania Guam w połowie czerwca „Honolulu” został skierowany na północny zachód w celu przechwycenia japońskiej floty. Krążownik powrócił na atol Enewetak 28 czerwca w celu uzupełnień, przed wsparciem inwazji na Guam. Okręt pozostawał w pobliżu Guam przez trzy tygodnie, wspierając działania swoim ogniem artyleryjskim, przed powróceniem 18 sierpnia do zatoki Purvis na Florida Island na Wyspach Salomona. „Honolulu” wypłynął 6 września, by wspierać desanty na wyspach Peleliu i Angaur, pozostając w tym rejonie przez resztę września, bez kontaktów bojowych z flotą japońską. Stany Zjednoczone miały już wówczas zdecydowana przewagę na Pacyfiku i tym samym mogły przeprowadzać operacje desantowe bez poważniejszych problemów.

### Bitwa o Leyte
„Honolulu” opuścił rejon wyspy Manus w archipelagu Wysp Admiralicji 12 października i popłynął w kierunku Filipin, by wziąć udział w inwazji na Leyte. Okręt rozpoczął bombardowanie artyleryjskie z zatoki Leyte 19 października, a następnego dnia rozpoczął osłanianie desantów. O godz. 16:00 20 października „Honolulu” został zaatakowany przez japoński samolot torpedowy, który zrzucił torpedę w jego kierunku. Pomimo umiejętnego manewrowania przez komandora Thurbera w celu uniknięcia trafienia torpeda trafiła krążownik.
„Honolulu” opuścił następnie rejon Leyte i dopłynął do Manus 29 października w celu dokonania pobieżnych napraw, a następnie skierował się do Norfolk w Wirginii 19 listopada, docierając 20 grudnia przez Pearl Harbor, San Diego i Kanał Panamski. „Honolulu” pozostał w Norfolk przez resztę wojny, będąc cały czas remontowany i w październiku 1945 roku popłynął do Newport na Rhode Island, gdzie został przemianowany na okręt treningowy. „Honolulu” dotarł do Filadelfii 8 stycznia 1946 roku i został tam wycofany ze służby 3 lutego 1947 roku, a następnie włączony do Floty Rezerwowej w Filadelfii. W przeciwieństwie do jego okrętów siostrzanych, które zostały przekazane marynarkom wojennym Brazylii, Argentyny i Chile w 1951 roku, z powodu ciężkich uszkodzeń zadanych „Honolulu” okręt był niezdolny do przekazania go innej marynarce wojennej. 17 listopada 1959 roku „Honolulu” został sprzedany na złom.

## Odznaczenia
Za swoją służbę podczas II wojny światowej „Honolulu” otrzymał osiem battle stars i był wyróżniony Presidential Unit Citation.